# Richard Harnier

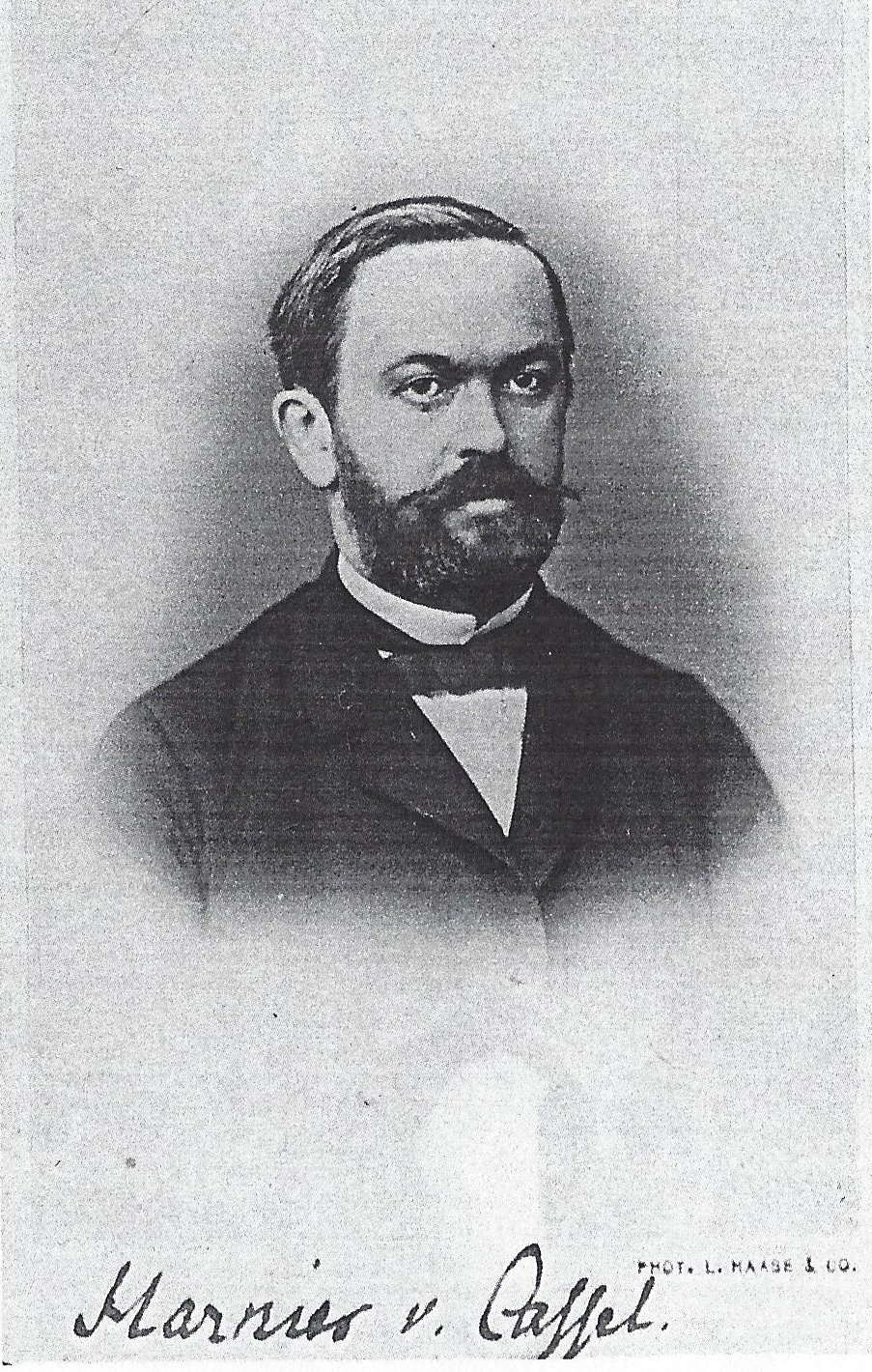
Richard Harnier

Richard Harnier (* 18. Juni 1820 in Kassel; † 17. Oktober 1885 in Cannstatt) war ein deutscher Jurist. Vor und nach der Deutschen Reichsgründung war er Mitglied des Reichstags (Nationalliberale Partei).

## Herkunft
Seine Eltern waren der Geheime Obermedizinalrat Dr. med. Eduard August Friedrich Simon Harnier (* 13. Februar 1790; † 4. Juli 1857) und dessen Ehefrau Caroline Christine Louise Cnyrim (* 18. September 1797). Der Arzt und Abgeordnete Richard Maria Harnier (1775–1856) war sein Onkel.

## Leben
Harnier besuchte das Friedrichsgymnasium (Kassel). Von 1837 bis 1841 studierte er Rechtswissenschaft an der Philipps-Universität Marburg, der Ruprecht-Karls-Universität Heidelberg und der Georg-August-Universität Göttingen. 1841 beendete er sein Studium in Marburg mit der Promotion zum Dr. iur. Im selben Jahr wurde er Gerichtsreferendar am Obergericht in Kassel. 1846 stieg er zum Oberfinanzassessor in Kassel auf. In der Deutschen Revolution 1848/49 trat er als Mitglied der Gesetzgebungskommission und Referent des kurhessischen Innenministeriums in den höheren Staatsdienst über. 1850 schied er, nach der konservativen Wende der kurhessischen Politik, wieder aus dem Staatsdienst aus. Zwischen 1850 und 1869 war Harnier als Rechtsanwalt und Obergerichtsanwalt in Kassel tätig. 1870 wurde er Direktor der Landeskreditkasse in Kassel.
1864 bis 1870 wurde Harnier in die Stadtverordnetenversammlung von Kassel gewählt. 1866 wurde er zweiter Stellvertreter des Kasseler Bürgermeisters.
Dem Kurhessischen Ständeversammlung gehörte er von 1862 bis zu ihrer Auflösung 1866 an.
Harnier wurde 1867 in den konstituierenden Reichstag und in den Reichstag des Norddeutschen Bundes gewählt. Dem Reichstag des Deutschen Kaiserreichs gehörte Harnier von 1871 bis 1881 an. Er vertrat in allen Reichstagen den Wahlkreis Regierungsbezirk Kassel 4 (Eschwege–Schmalkalden–Witzenhausen). Er war Mitglied der Nationalliberalen Partei.

## Familie
Harnier heiratete 1854 Caroline Sophie Bernhardine Auguste Vogeley (* 11. Juni 1826; † 16. Juni 1855); sie war die Tochter des Hauptmanns Ferdinand Vogeley und veröffentlichte als  Autorin unter dem Pseudonym Auguste Linden. Der Ehe entstammt:
- August (* 26. Mai 1855; † 19. März 1916), Dr. jur., Jurist, Vortragender Rat ⚭ 1882 Maria Hinrichs (1860–1924)

Nach dem Tod seiner ersten Frau heiratete er am 24. Juli 1858 in Melle Caroline Adelheid Helene Rudolphine Jacobi (* 20. Februar 1834; † 5. Februar 1911). Sie war die Tochter des Oberamtmanns Carl Georg Heinrich Jacobi und Schwester der zweiten Ehefrau seines Bruders Adolph.